# حقن الوقود

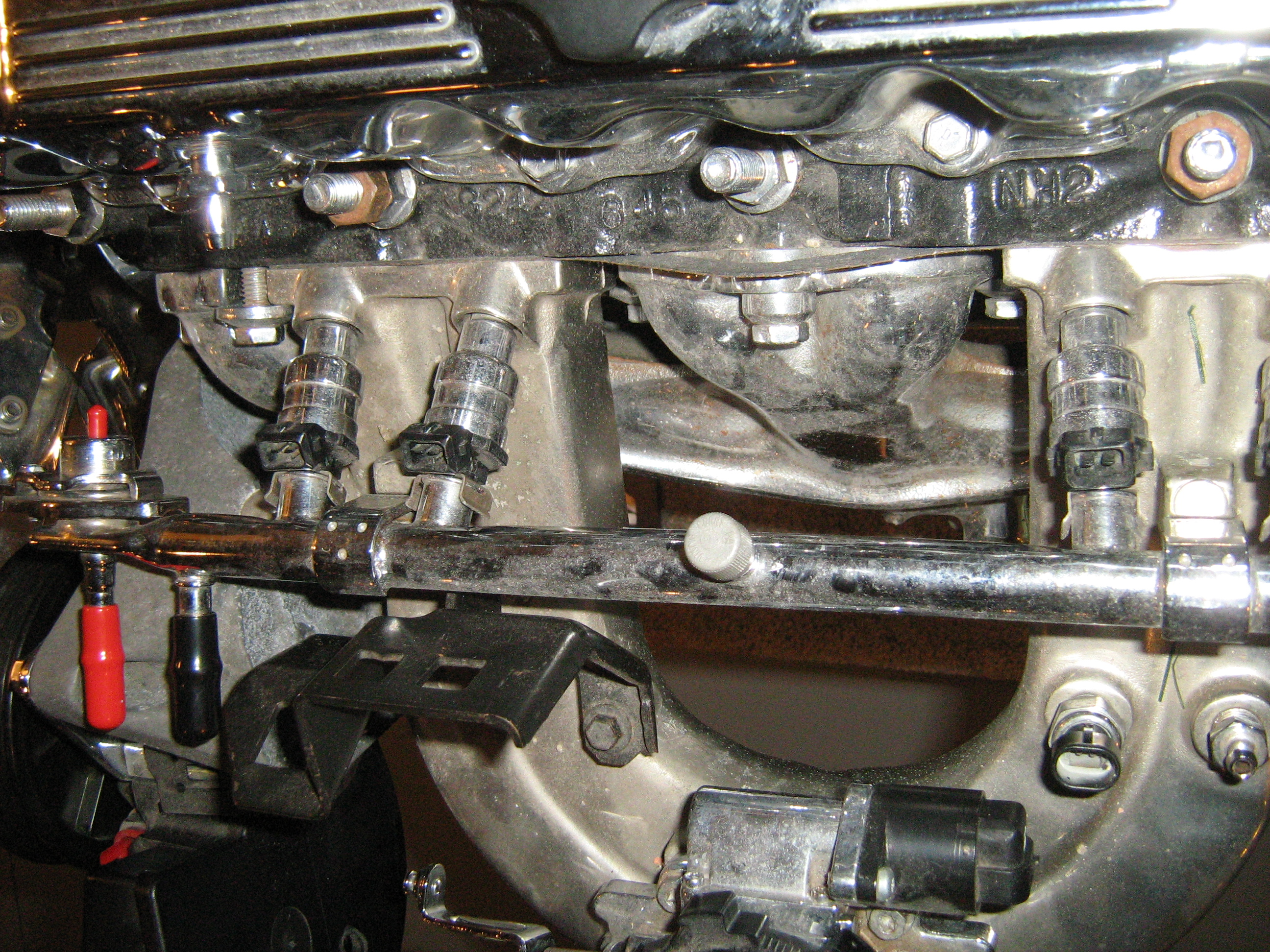

الحقن الإلكتروني للوقود هوأحد التحديثات المهمة التي طرأت على أنظمة السيارات بدأ هذا النظام بالعمل في الخمسينيات من القرن العشرين أول ما ظهر في الولايات المتحدة والغرض من هذا النظام هو تحقيق أفضل آداء للمحرك مع الاقتصادية المطلوبة في صرف الوقود والتقليل من أضرار نواتج الاحتراق على البيئة.

## مبدأ العمل
عندما يدار مفتاح التشغيل تبدأ المضخة الكهربائية بسحب الوقود من خزان الوقود ودفعه إلى خطوط الحقن بواسطة مجاري السحب ويحافظ منظم الضغط على الضغط في خطوط الحقن حوالي (3-4) بار ويعيد كمية الوقود الزائده إلى الخزان.
وعند دوران المحرك في الجو البارد يرسل حساس درجة الحرارة (IAT) إشارة كهربائية إلى وحدة التحكم الاكتروني (ECU) التي تتحكم في فتح صمام التشغيل على البارد فيبدأ بحقن الوقود في مجاري السحب لاغناء الخليط وفي الوقت ذاته يغلق مفتاح صمام الخنق الخانق ليعمل لمرور الهواء بوساطة صمام يحدد كمية الوقود الداخلة وفقا لدرجة حرارة المحرك.
وعند ارتفاع درجة حرارة المحرك تغلق وحدة التحكم الاكتروني (ECU) صمام التشغيل على البارد وتفتح صمام الخنق بواسطة مفتاح صمام الخنق وذلك عن طريق إشارة كهربائية واحدة من وحدة التحكم الاكتروني.
وتحدد وحدة التحكم كمية الحقن وزمن الحقن لكل اسطوانه بالتوافق مع تقسيمة المحرك وذلك بمساعدة نقاط التماس الموضوعة عل عمود الموزع لتحديد ترتيب الاشتعال وتسقتبل وحدة التحكم إشارة كهربائية من الموزع وترسل تيارا كهربائيا للحواقن (البخاخات) فتبدأ بحقن الوقود في مجاري السحب خلف صمام السحب.
وتكون الحواقن كهربائية فعند وصول التيار الكهربائي إلى ملف الحاقن يتكون مجال مغناطيسي فيولد قوة تأثيرية تسحب ابرة الحقن ليبدأ بحقن الوقود.

## مميزات نظام الحقن الإلكتروني
- توزيع الوقود بالتساوي لاسطوانات المحرك جميعها وهذا يؤدي إلى الحصول على خليط متجانس ويقتصد في استهلاك الوقود ويقلل اهتزازات المحرك وتلف اجزائه

- جودة امتلاء عاليه لاسطوانات المحرك بالوقود بسبب ضعف مقاومه دخول الخليط في مجاري السحب

- تحديد نوع الخليط وكميته عند الانتقال من سرعة دوران إلى أخرى أو عند تغير الحمل

- سهولة تصميم مجاري السحب بسبب عدم الحاجة إلى تدفئه عند عمل المحرك في الجو البارد

- سهولة معالجة مشكلات الغازات الضاره والسامه في غازات العادم مثل الاحتراق الاحق

- انخفاض نسبة الغازات الضاره والسامه في غازات العادم، بسبب تجانس الخليط وسرعة الدوران المناسبة للحمل

- توفير درجة عالية من الأمان من الانفجار والاشتعال بسبب عدم تعرض كميات كبيرة من الوقود إلى درجات حرارة عالية في منظومة الوقود كما في نظام الاشتعال العادي.